# Polygala vulgaris
Espèce
Polygala vulgaris, le Polygale commun, est une espèce de plante à fleurs de la famille des Polygalacées, genre Polygala. C'est une plante herbacée originaire d'Europe, en incluant la Russie européenne, et de Turquie. Elle a été introduite aux États-Unis (en Oregon et au Michigan).

## Description
La forme biologique de Polygala vulgaris est hémicryptophyte car ses bourgeons d'hivernage sont situés juste sous la surface du sol et la hampe florale est plus ou moins dressé avec quelques feuilles.
Polygala vulgaris  atteint en moyenne de 7 à 35 cm de hauteur. Les tiges ont de nombreuses branches et sont ligneuses à la base. Elle possède des feuilles pointues alternées, presque glabres, de 2 à 4 mm de large et de 10 à 20 mm de long. Les feuilles basales sont spatulées, avec un apex arrondi, tandis que les feuilles supérieures sont lancéolées.
Les fleurs sont regroupées en longues inflorescences terminales. La couleur de la corolle varie entre le bleu et le violet, elle peut rarement se présenter sous une forme pourpre. Les trois sépales extérieurs de la fleur sont normalement petits, verts et insignifiants, tandis que les deux sépales intérieurs sont plus grands. Les sépales intérieurs sont généralement plus courts que les pétales. Les pédoncules des huit étamines se rejoignent pour former un tube auquel sont joints, de part et d'autre, deux minuscules pétales. Sur la face inférieure de la fleur se trouve le troisième pétale, lui aussi relié au tube de l'étamine, mais il est plus grand et frangé. La période de floraison s'étend de mai à juillet.

## Sous-espèces
- Polygala vulgaris subsp. oxyptera
- Polygala vulgaris subsp. vulgaris
- Polygala vulgaris subsp. collina